# リーガ・エスパニョーラ1932-1933
この項目では、1932-1933年シーズンのリーガ・エスパニョーラ (ラ・リーガ、プリメーラ・ディビシオン)について述べる。
リーガ・エスパニョーラ1932-1933は、スペインのプロサッカーリーグ、リーガ・エスパニョーラの5回目のシーズンである。
1932年11月27日に開幕し、1933年3月27日に閉幕。優勝はマドリードFC、2年連続2回目。

## 1932-1933年シーズンの昇降格
| セグンダ・ディビシオンヘ降格                                         | プリメーラ・ディビシオンヘ昇格                           |
| -------------------------------------------------------------------- | -------------------------------------------------------- |
| ウニオン・クルブ・デ・イルン プリメーラ・ディビシオン1931-1932最下位 | ベティス・バロンピエ セグンダ・ディビシオン1931-1932優勝 |

## 1932-1933年シーズンのリーガ・エスパニョーラのチーム
アンダルシア州勢としてベティスが初昇格。チームの分布図が南方に広がった。
| クラブチーム                 | ホームタウン         | スタジアム             | 収容人数 | 監督                     |
| ---------------------------- | -------------------- | ---------------------- | -------- | ------------------------ |
| デポルティーボ・アラベス     | ビトリア＝ガステイス | メンディソロツァ       | 7,216    | A.G.サラサール           |
| アレナス・クルブ・デ・ゲチョ | ゲチョ               | イバイオンド           | 15,540   |                          |
| アスレティック・ビルバオ     | ビルバオ             | サン・マメス           | 17,628   | フレッド・ペントランド   |
| FCバルセロナ                 | バルセロナ           | ラス・コルツ           | 25,000   | ジャック・グリーンウェル |
| ベティス・バロンピエ         | セビリア             | パトロナート・オブレロ | 10,000   | パトリック・オコンネル   |
| ドノスティアFC               | サン・セバスティアン | アトーチャ             | 9,215    | ハリー・ロウ             |
| CDエスパニョール             | バルセロナ           | サリア                 | 16,055   | パトリシオ・カイセド     |
| マドリードFC                 | マドリード           | チャマルティン         | 17,862   | ロバート・ファース       |
| ラシン・サンタンデール       | サンタンデール       | エル・サルディネーロ   | 11,300   | フランシスコ・パガーサ   |
| バレンシアFC                 | バレンシア           | メスタージャ           | 18,980   | ロドルフォ・ギャロウエー |

## シーズンの流れ
開幕から抜け出したのは王座奪回を狙うアスレティック・ビルバオと、前年6位のCDエスパニョールだった。エスパニョールは開幕戦でいきなり前年度覇者マドリードFCに勝利。全勝対決となったサン・マメスでの第4節もビルバオを2-0で下し単独首位に躍り出ると、そのまま無敗を維持し「冬の王者」として前半戦を折り返した。だが第10節のマドリードとの天王山に敗れ初黒星・首位から転落。その後第12節はラシンに敵地で1-3、第13節はホームでビルバオに2-5、第14節はアウェイでドノスティアFCに1-6で大敗し、3連敗するなど急激に守備が崩壊。首位との勝ち点差が「6」まで開き、優勝争いから脱落した。
その後はやはり攻撃力のビルバオが守備力のマドリードを追いかけるという構図となった。そして今度も優勝したのはマドリードだった。前年比で失点増加はわずか「2」、総得点はマヌエル・オリバレスが得点王に輝く活躍などで「12」も増加した。今回も総得点最多を記録したビルバオだったが、中盤戦の足踏みが響きマドリードの背中をつかまえることができず。残り2試合まで優勝の可能性を残し、第17節ではホームでバレンシアに8-2で圧勝したが、王手をかけていたマドリードもチャマルティンでアレナス・クルブ・デ・ゲチョを全く同じ8-2のスコアで蹴散らし、1節を残してマドリードの連覇が決まった。最終節の直接対決は消化試合になったが、ビルバオが勝利し勝ち点差を2に縮めてシーズンを終えた。
残留争いでは、前年ギリギリで降格を免れたデポルティーボ・アラベスや、昇格組ベティス・バロンピエ、アレナス、前年度上位だったラシン・サンタンデールが最下位に落ちた。このうち早い段階で中位圏に逃れたのはベティスだった。開幕戦ではビルバオに敵地で1-9と大敗するも、本拠地では格上FCバルセロナに勝つなどホーム3連勝、最終的にホーム5勝2分け2敗。アウェイでの弱さ・中盤戦9試合未勝利を補う「ホーム勝ち点5位」がものをいい、1節を残し残留を決めた。第9節以降は6連敗を記録したアラベスが最下位に定着した。だが他の下位チームも勝ち点を伸ばせず、後半戦に入りドノスティアFCが急落し9位に沈むなど混戦となった。
アラベスは第11節でバルサに勝利、また第14節から16節まで2勝1分けを記録し残留圏に迫った。その後ラシンが1試合を残し残留を決め、最終節を迎えた時点で降格の可能性は最下位アラベス、勝ち点1差の9位アレナスと8位バレンシアに絞られた。まずアレナスは、前節残留を決めモチベーションで劣るドノスティアをホームに迎え、これを6-0の大差で下し自力で残留を決めた。アラベスはメンディソロツァにバレンシアを迎え、昨年と同じく「勝てば逆転残留」というわかりやすい条件で直接対決に臨んだ。だがバレンシアは守りに入らず11分に先制。対するアラベスはわずか3分後に追いつき更に逆転を目指したが、残り約75分間を1-1で凌いだバレンシアが残留を決め、アラベスは再度の逆転劇を起こせずホームで降格が決まった。

## 結果

### 順位表
| 順 | チーム                       | 試 | 勝 | 分 | 敗 | 得 | 失 | 差  | 点 | 降格                                    |
| -- | ---------------------------- | -- | -- | -- | -- | -- | -- | --- | -- | --------------------------------------- |
| 1  | マドリードFC (C)             | 18 | 13 | 2  | 3  | 49 | 17 | +32 | 28 |                                         |
| 2  | アスレティック・ビルバオ     | 18 | 13 | 0  | 5  | 63 | 30 | +33 | 26 |                                         |
| 3  | CDエスパニョール             | 18 | 10 | 2  | 6  | 33 | 30 | +3  | 22 |                                         |
| 4  | FCバルセロナ                 | 18 | 7  | 5  | 6  | 42 | 34 | +8  | 19 |                                         |
| 5  | ベティス・バロンピエ         | 18 | 6  | 5  | 7  | 31 | 45 | −14 | 17 |                                         |
| 6  | ドノスティアFC               | 18 | 6  | 3  | 9  | 41 | 47 | −6  | 15 |                                         |
| 7  | アレナス・クルブ・デ・ゲチョ | 18 | 5  | 4  | 9  | 39 | 44 | −5  | 14 |                                         |
| 8  | ラシン・サンタンデール       | 18 | 6  | 2  | 10 | 47 | 58 | −11 | 14 |                                         |
| 9  | バレンシアFC                 | 18 | 4  | 5  | 9  | 34 | 53 | −19 | 13 |                                         |
| 10 | デポルティーボ・アラベス (R) | 18 | 5  | 2  | 11 | 21 | 42 | −21 | 12 | セグンダ・ディビシオン1933–34へ自動降格 |

1. 1 2  アレナス・クルブ・デ・ゲチョはラシン・サンタンデールより総得点が多いため順位が上回った。

### 勝敗表
| ホーム / アウェイ            | ALA | ARE | ATH | BAR | BET | DON | ESP | MAD | RAC | VAL |
| ---------------------------- | --- | --- | --- | --- | --- | --- | --- | --- | --- | --- |
| デポルティーボ・アラベス     | —   | 1–1 | 0–2 | 2–1 | 2–0 | 1–0 | 1–0 | 0–1 | 8–2 | 1–1 |
| アレナス・クルブ・デ・ゲチョ | 3–0 | —   | 4–2 | 5–1 | 3–3 | 6–0 | 0–2 | 1–5 | 2–1 | 2–2 |
| アスレティック・ビルバオ     | 4–0 | 3–1 | —   | 1–3 | 9–1 | 1–2 | 0–2 | 0–2 | 9–5 | 8–2 |
| FCバルセロナ                 | 2–0 | 5–2 | 2–3 | —   | 4–1 | 3–2 | 1–1 | 1–1 | 4–0 | 4–2 |
| ベティス・バロンピエ         | 3–1 | 1–1 | 1–5 | 2–1 | —   | 4–2 | 1–2 | 0–0 | 3–2 | 3–2 |
| ドノスティアFC               | 3–1 | 2–1 | 2–4 | 2–2 | 2–2 | —   | 6–1 | 1–2 | 8–0 | 4–1 |
| CDエスパニョール             | 3–1 | 3–2 | 2–5 | 2–1 | 1–2 | 3–0 | —   | 2–1 | 2–1 | 5–2 |
| マドリードFC                 | 2–0 | 8–2 | 0–1 | 2–1 | 4–1 | 6–2 | 2–0 | —   | 4–1 | 6–0 |
| ラシン・サンタンデール       | 9–0 | 2–1 | 0–1 | 4–4 | 2–2 | 7–1 | 3–1 | 4–2 | —   | 2–0 |
| バレンシアFC                 | 5–2 | 3–2 | 1–5 | 2–2 | 2–1 | 2–2 | 1–1 | 0–1 | 6–2 | —   |

### 昇格チーム
オビエド・フットボール・クラブ
(セグンダ・ディビシオン1932-1933優勝。2年前にクラブ名の「レアル」を外した)

## 得点ランク・記録

### 得点ランク
| 得点者                         | 得点数 | 試合数 | 得点率 | チーム                       |
| ------------------------------ | ------ | ------ | ------ | ---------------------------- |
| マヌエル・オリバレス           | 15     | 14     | 1.07   | マドリードFC                 |
| バタ                           | 15     | 18     | 0.83   | アスレティック・ビルバオ     |
| ホセ・イララゴーリ             | 14     | 17     | 0.82   | アスレティック・ビルバオ     |
| ギジェルモ・ゴロスティサ       | 14     | 17     | 0.82   | アスレティック・ビルバオ     |
| フランシスコ・イリオンド       | 13     | 13     | 1.00   | アレナス・クルブ・デ・ゲチョ |
| ルイス・レゲイロ               | 13     | 17     | 0.76   | マドリードFC                 |
| サンティアゴ・ウルティスベレア | 12     | 8      | 1.5    | ドノスティアFC               |
| ジョアン・ラモン               | 12     | 15     | 0.80   | FCバルセロナ                 |
| ビクトル・ウナムーノ           | 11     | 7      | 0.63   | アスレティック・ビルバオ     |
| アンジャル・アルチャ           | 11     | 10     | 0.90   | FCバルセロナ                 |

### ハットトリック
| 選手名                         | 所属チーム                   | 達成試合                                    | 回数 |
| ------------------------------ | ---------------------------- | ------------------------------------------- | ---- |
| マヌエル・オリバレス           | マドリードFC                 | 第4節・4-1ベティス                          | 1回  |
| ルイス・レゲイロ               | マドリードFC                 | 第17節・8-2アレナス                         | 1回  |
| ホセ・イララゴーリ             | アスレティック・ビルバオ     | 第1節・9-1ベティス                          | 1回  |
| ビクトル・ウナムーノ           | アスレティック・ビルバオ     | 第11節・9-5ラシン 第17節・8-2バレンシア     | 2回  |
| ウバルド・ラドー               | CDエスパニョール             | 第7節・3-1アラベス                          | 1回  |
| サルバドール・プエヨ           | CDエスパニョール             | 第15節・5-2バレンシア                       | 1回  |
| サンティアゴ・ウルスティベレア | ドノスティアFC               | 第14節・6-1エスパニョール 第17節・8-0ラシン | 2回  |
| フランシスコ・イリオンド       | アレナス・クルブ・デ・ゲチョ | 第13節・5-1バルセロナ                       | 1回  |
| ホセ・ペレス                   | ラシン・サンタンデール       | 第11節・5-9ビルバオ                         | 1回  |
| エンリケ・ラリナガ             | ラシン・サンタンデール       | 第16節・4-2マドリード                       | 1回  |
| オスカル・ロドリゲス           | ラシン・サンタンデール       | 第8節・7-1ドノスティア                      | 1回  |
| ピコリン                       | バレンシアFC                 | 第13節・6-2ラシン                           | 1回  |
| ヨウアン・コウスタ             | バレンシアFC                 | 第8節・5-2アラベス                          | 1回  |
| カンディド・ウルレタビスカヤ   | デポルティーボ・アラベス     | 第1節・8-2ラシン                            | 1回  |

### 最少失点ゴールキーパー
リカルド・サモラ(マドリードFC、18試合17失点・失点率0.94)

## できごと
リカルド・サモラはリーガ創設以来5シーズンで3回目の最少失点・最少失点率を記録。2年連続で達成した最初の選手になった。